# Andrés Jiménez (baloncestista)
Andrés Jiménez Fernández (Carmona, provincia de Sevilla, 6 de junio de 1962) es un ex baloncestista profesional español, que con 2,06 de estatura jugaba en la posición de ala-pívot. A lo largo de su carrera fue considerado entre los mejores y más determinantes jugadores del baloncesto europeo en su puesto: polivalente, muy rápido en contraataques y movimientos de pies y anotador de mates poco habituales en su época.
Su carrera profesional se desarrolló en tres clubs: Cotonificio de Badalona, Joventut de Badalona y FC Barcelona, en el que se retiró como capitán en 1998 tras doce temporadas consecutivas y un total de 473 partidos disputados en la máxima competición española.
Como jugador del FC Barcelona conquistó 18 títulos nacionales e internacionales en 12 temporadas: 
Entre 1982 y 1994 fue una pieza indiscutible de la selección española, con la que logró 2 medallas de plata (Eurobasket 1983 y Juegos Olímpicos 1984).
Realizó, con la colaboración de la Generalidad de Cataluña y la Federación Catalana de Baloncesto, varios Campus Solidarios sin ánimo de lucro para que niños y niñas desfavorecidos tuviesen la oportunidad de aprender y disfrutar del baloncesto de alto nivel.
Desde 1984, el Ayuntamiento de Carmona, su pueblo natal, dio su nombre al Pabellón Polideportivo Municipal de la localidad. 
Fue además uno de los fundadores de la ABP (Asociación de Baloncestistas Profesionales).

## Trayectoria deportiva
Inicios en Carmona
Andrés Jiménez se inició en el baloncesto en el Colegio Público Beato Juan Grande de su Carmona natal con sólo 13 años de edad. Sus notables progresos y su estatura le llevaron a incorporarse muy pronto al Club Baloncesto Carmona y a ser convocado para una Operación Altura de la Federación Española de Baloncesto en 1975, a raíz de la cual en 1977 el Cotonificio, equipo que en aquel entonces dirigía Aíto García Reneses, le propuso trasladarse a Badalona para formar parte del equipo.

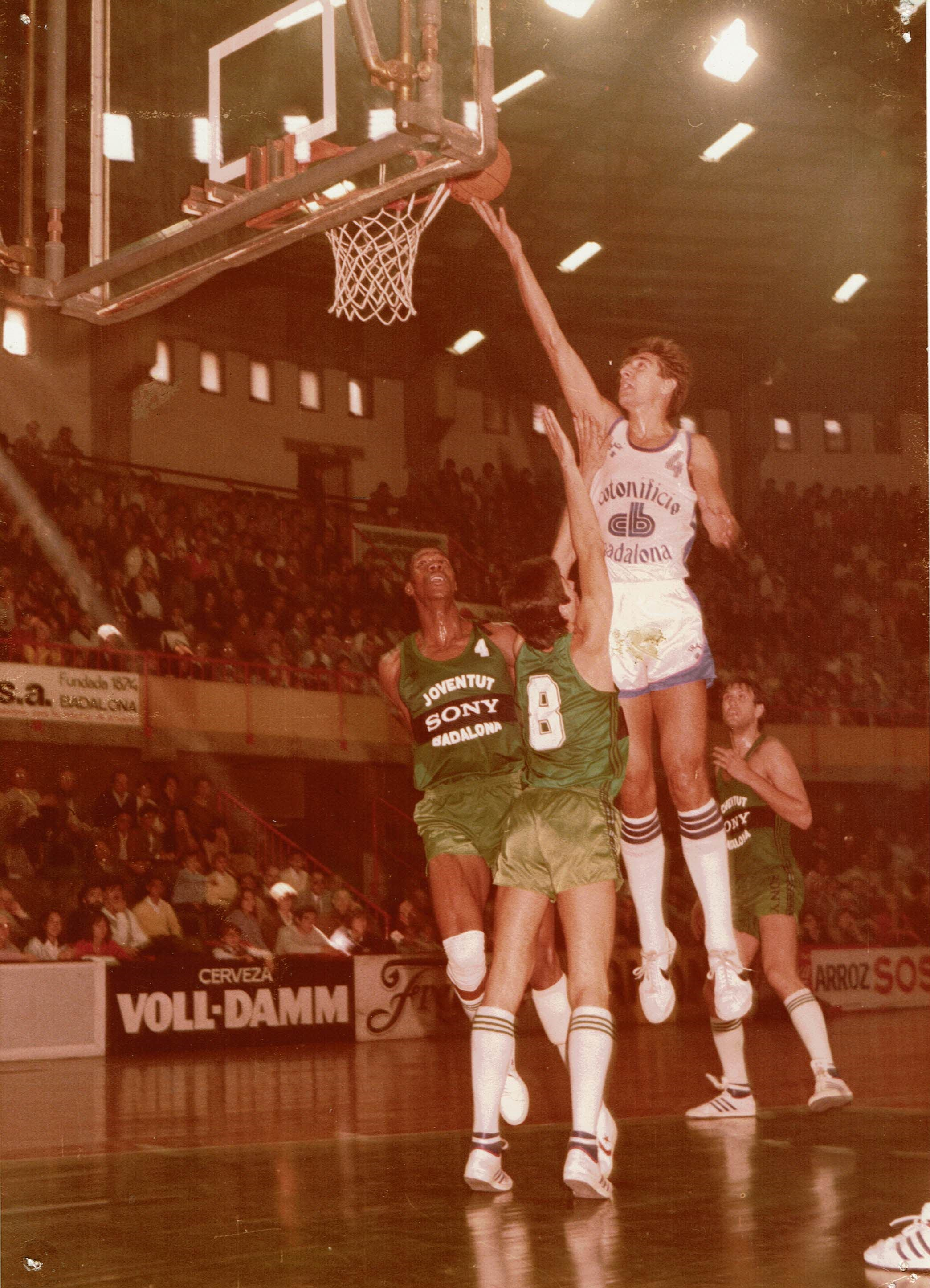
Temporada 1981-82 Cotonificio-Joventut: Bandeja Andrés Jiménez vs Jordi Villacampa

Cotonificio de Badalona (1977-1983)
Aquel mismo año debutó en Primera División en las filas del equipo badalonés a los 15 años de edad. Desde el primer momento sus progresos técnicos siguieron siendo espectaculares y ya a partir de los primeros años 80 empezó a ser considerado como una de las más firmes promesas del baloncesto español.
En 1981 fue el líder del equipo del Cotonificio que contra todo pronóstico se proclamó campeón de España junior tras imponerse al Real Madrid. Su formación fue especialmente intensa porque el club badalonés le programó, además de su participación en dos entrenamientos diarios –con el juvenil o el junior y con el senior-, sesiones individuales.
En aquellos años, ya con Andrés Jiménez como jugador importante, el Cotonificio logró grandes resultados como el hecho de batir a rivales económicamente superiores de la entidad del Real Madrid, Barcelona o Joventut con lo que se ganó el apelativo de “Matagigantes” o el alcanzar las semifinales de la Copa Korac en 1979 y proclamarse ‘campeón de invierno’ de la liga en 1981. Ese mismo año recibe una oferta del Real Madrid. 
Joventut de Badalona (1983-1986)

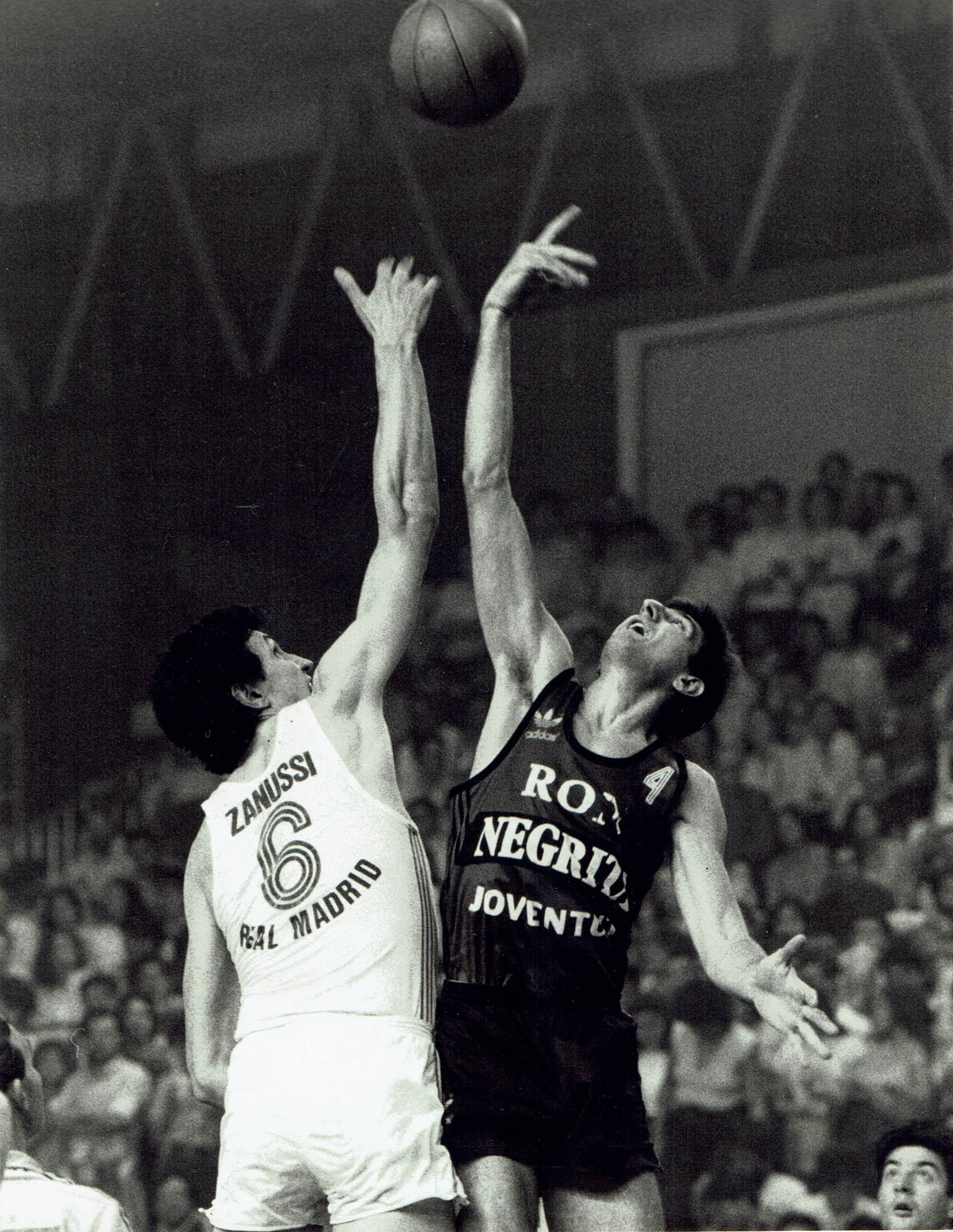
Temporada 1984-85 Joventut-Real Madrid: Salto inicial Andrés Jiménez vs Fernando Romay

Dos años más tarde, obligado por la retirada del patrocinador y falta de liquidez, el Cotonificio se vio obligado a renunciar a su plaza en la Liga ACB y cedió su licencia federativa al BCC Santa Coloma. No obstante, meses antes, había apalabrado el traspaso de Jiménez con el FC Barcelona, pero el jugador se negó a aceptarlo por considerar que no era la mejor opción para continuar con su progresión. Eso le llevó a ser protagonista de uno de los casos más mediáticos del deporte español de la época: presentó ante la Federación Catalana de Baloncesto un expediente por incumplimiento de obligaciones por parte del Cotonificio con el fin de solicitar su carta de libertad. El Barça renunció a su fichaje y Andrés Jiménez acabó fichando por el Joventut de Badalona, que en aquel entonces dirigía asimismo Aíto García Reneses. Por todo ello y como efecto colateral del caso, gracias al caso Jiménez quedó legalmente suprimido el denominado Derecho de Retención que hasta entonces regía en el baloncesto español.
En las filas de la Penya, Andrés Jiménez no sólo prosiguió su evolución sino que se fue convirtiendo en un jugador determinante. En una época en la que los equipos de la Liga sólo podían contar con dos jugadores extranjeros, se le consideró “el tercer americano” del Joventut.
Con el equipo verdinegro, en 1984 se proclamó subcampeón de la Copa del Rey y de la Liga, eliminando en ésta en semifinales al FC Barcelona con 24 puntos suyos y protagonizando, en el primer partido del playoff final, una espectacular victoria en la cancha del Real Madrid (86-111) también con una gran actuación por su parte. Esa temporada sería espectacular, convirtiéndose en el máximo anotador del equipo con 17,6 puntos, a los que añadiría 7,2 rebotes, lo que le llevaría a ser nominado por el diario Mundo Deportivo como mejor jugador español de la temporada.
Gracias a contar con un jugador con su versatilidad, potencia y talento, el Joventut de Aíto exhibió por primera vez en el baloncesto español el esquema de juego basado en tres hombres altos que tantos éxitos traería posteriormente en la etapa barcelonista y que sería indiscutible a partir de entonces en todo el baloncesto europeo.
FC Barcelona (1986-1998)

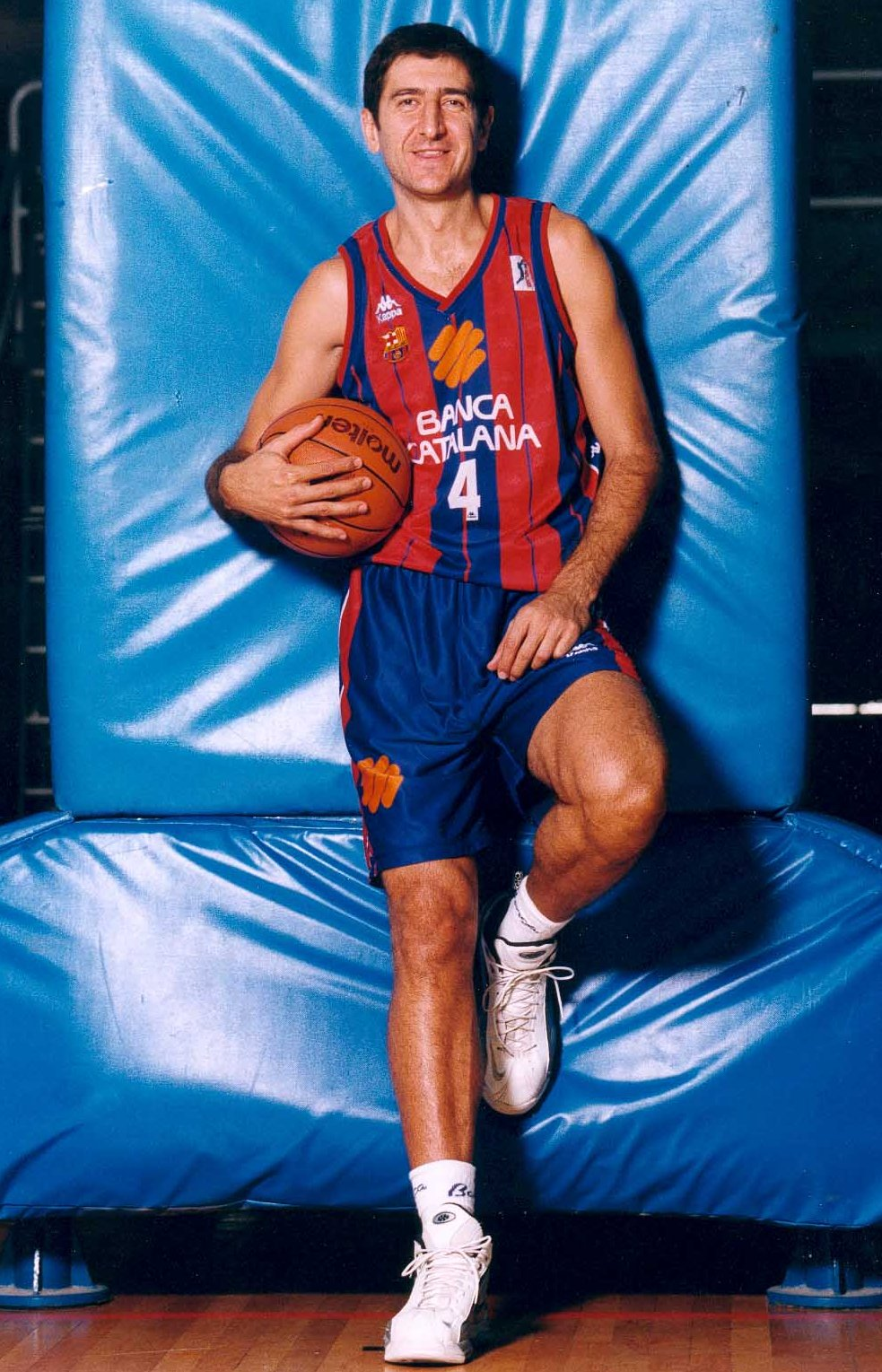
Temporada 1996-97Andrés Jiménez jugador FCB Baloncesto

En 1986 fichó finalmente por el FC Barcelona, en el que desde una temporada antes ya estaba Aíto como entrenador. Su contratación pulverizó todos los récords económicos del momento, al firmar su contrato por tres temporadas. Pero la inversión estuvo más que justificada dado que los éxitos para el FC Barcelona llegaron en cascada.
Ya en la primera temporada, el Barça se proclamó campeón de los tres títulos más importantes disputados en ese momento: la Copa Korac, la Copa del Rey  y de la Liga ACB, siendo Jiménez figura fundamental en la consecución de los mismos. Segundo máximo anotador con 15 puntos y 7 rebotes en la final de la Korac y máximo anotador en el tercer y decisivo partido de Liga, en el que firmó 24 puntos y 4 rebotes.
A partir de ahí, el Barça ganó cuatro Ligas ACB consecutivas en sus primeras cuatro temporadas, consolidándose Jiménez como jugador determinante y contribuyendo a que el FCBarcelona estableciese su supremacía indiscutible a nivel del baloncesto nacional. Tal vez la más mediáticas de todas fue la Liga del 1988-89, conocida como la Liga de Petrovic, en cuya tensa final en el Palau Blaugrana Jiménez acabó como segundo máximo anotador con 14 puntos y 6 rebotes.
En aquellos años 80 y 90, además de dominar el baloncesto español, el FC Barcelona se convirtió en un equipo de referencia también a nivel europeo. En las 12 temporadas con Andrés Jiménez en sus filas disputó 6 ‘Final Four’, logrando ser cuatro veces subcampeón (89-90, 90-91, 95-96 y 96-97), las dos últimas de ellas con Jiménez como capitán. En 1996 el Barça no consiguió el título debido a un claro tapón ilegal del pívot croata Vrankovic dado por válido por los árbitros en los últimos segundos de la final contra el Panathinaikos. Una decisión de los árbitros que la FIBA reconoció oficialmente que fue un error técnico y que los medios de comunicación calificaron de forma unánime como un “robo”.
No cabe duda de que una parte totalmente esencial de esa fase de dominio indiscutible por parte del FC Barcelona de aquella época hay que otorgársela a la figura y el talento de Andrés Jiménez, que aunque alternaba la posición de ‘cuatro’ abierto con la de alero alto, por entonces ya jugaba casi siempre en la posición de ‘tres’, siendo prácticamente indefendible.
Sus características más destacadas eran su potencia de piernas, polivalencia y movilidad que le permitían jugar tanto de espaldas como de cara al aro en función de las necesidades del equipo. Era también un jugador muy rápido en contrataque y un gran reboteador, lo que sumado a su más que destacable tiro de 4-5 metros le permitía ser una amenaza constante para sus defensores. Cerca del aro, sus movimientos eran veloces y potentes y le permitían, con su estatura, rendir con gran solvencia también en estas posiciones. 
Andrés Jiménez fue un jugador diferente, especial, con talento, dedicación y capacidad de esfuerzo, virtudes que acabarían por convertirlo en uno de los grandes de nuestro baloncesto. La mayoría de sus contraataques con la imagen típica que todo aficionado a este deporte tiene de su ídolo, finalizando con un mate a una mano una rápida y vertiginosa carrera hacia la canasta, anotando otros dos puntos más para su equipo.
Su categoría de "hombre que marca la diferencia", como fue bautizado por el mítico locutor deportivo Andrés Montés, se pone de manifiesto al comprobar la frecuencia con la que Lolo Sainz, entrenador del Real Madrid, se vio obligado a cambiar de alero americano en sus vanos intentos por pararle (ni Larry Spriggs, ni Wendell Alexis, ni Linton Townes, ni Johnny Rogers, ni Anthony Frederick lo conseguirán en los momentos decisivos).
En 1990, ya con Bozidar Malkovic como entrenador del FC Barcelona y justo en otro de sus mejores momentos de forma (18 puntos contra la Magia de Huesca y 27 contra el Juver Murcia unos partidos antes), Andrés Jiménez sufrió una grave lesión de rodilla que le tuvo de baja 14 meses y a punto estuvo costarle su carrera deportiva. Se lesionó en el partido disputado en el Palau Blaugrana el 21 de diciembre contra el Aris de Salónica. En el momento de caer lesionado, segundos antes del descanso, Jiménez había jugado 18 minutos y anotado 18 puntos.
Su baja por lesión también afectó seriamente a los resultados del FC Barcelona durante ese periodo. Por suerte, tras el largo parón logró recuperarse perfectamente y volver a formar parte de la Selección en los Juegos Olímpicos de Barcelona 1992 en los que tuvo el privilegio de ser el máximo anotador español (23 puntos) en el partido disputado contra la selección de Estados Unidos, el legendario Dream Team con Michael Jordan, Magic Johnson, Larry Bird y las mejores del momento en la NBA.
En 1995 es nombrado capitán del FC Barcelona. Como tal su actuación fue determinante en la presencia del Barça en las finales de la Euroliga de las dos siguientes temporadas 95-96 y 96-97. También como capitán levantó sus dos últimos títulos de la Liga ACB, la de 1996 y sobre todo la de 1997, la cual tiene además el mérito de ser la única Liga que el Barça ha ganado en la cancha del Real Madrid en toda su historia. La aportación de Andrés Jiménez volvió a ser fundamental en ese encuentro actuando ya como ‘sexto hombre’ y anotando 10 puntos casi seguidos y sin fallo junto con 3 rebotes en los 10 minutos que Aíto lo mantuvo en pista.
Finalmente, al iniciarse la temporada 1997-98 Andrés Jiménez expresa su deseo de retirarse en el que considera su club, el FC Barcelona, y anuncia públicamente que será la última temporada de su carrera profesional. El 13 de septiembre de 1998 el Barcelona, en reconocimiento a sus méritos deportivos y su más que exitosa trayectoria en el club, le rindió un merecido homenaje en el transcurso del cual retiró su camiseta con el dorsal nº 4, que desde entonces luce en el Palau Blaugrana. Fue la segunda camiseta retirada por el Barça tras haberlo hecho con la de Epi.
Selección Española (1982-1994)

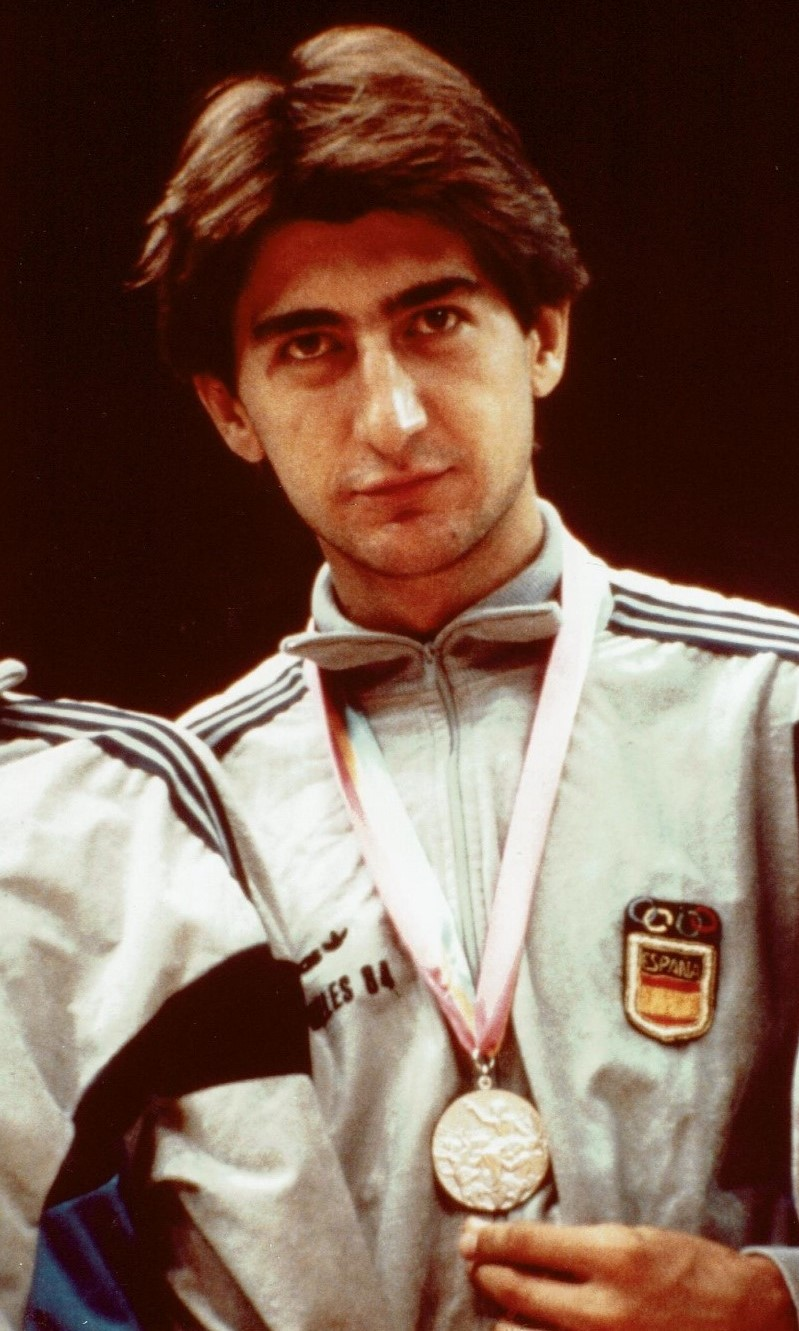
Andrés Jiménez Primera Medalla Plata Olímpica del Baloncesto Español JJOO Los Angeles84

Andrés Jiménez fue asimismo un jugador indiscutible en la Selección, en la que debutó en 1982 con sólo 19 años de edad en el Mundial de Colombia, en el que España acabó por primera vez en su historial en cuarta posición, tras ganar, también por primera vez en su historia, a Estados Unidos. Anteriormente, Jiménez ya había sido internacional en las categorías juvenil y junior.
Como internacional absoluto ostenta 187 internacionalidades y en su palmarés brillan 2 medallas de plata: la del Eurobasket de 1983 en el que España venció a la potente Unión Soviética y Jiménez fue el tercer máximo anotador del equipo, y la histórica primera medalla de plata en unos Juegos Olímpicos, los de Los Ángeles 1984.  Aquella plata significó un antes y un después en el baloncesto español. Aunque fue el jugador más joven de aquella selección olímpica, Andrés Jiménez fue igualmente determinante en ese campeonato siendo de nuevo el tercer máximo anotador de la Selección, destacando sus 14 puntos en la victoria sobre Yugoslavia (clave del campeonato) y siendo el máximo anotador español de la final.
Con la Selección disputó un total de 5 Eurobasket, 4 Mundiales y 3 Juegos Olímpicos. En el Eurobasket de 1987 fue elegido como mejor ala-pívot del campeonato y formó parte del equipo ideal del mismo junto a Nikos Galis, Sharunas Marciulionis, Panayiotis Fassoulas y Alexander Volkov, otras grandes estrellas del baloncesto europeo del momento. Un verano más tarde, con 171 puntos y 55 rebotes, fue el líder del equipo que se clasificó para los Juegos Olímpicos de Seúl en el preolímpico disputado en Groningen (Holanda), en el que asimismo fue incluido en el equipo ideal junto a Drazen Petrovic, Sharunas Marciulionis, Antonello Riva y Vlade Divac. Su último campeonato con la Selección fue el Mundial de 1994 en Canadá.  
Además, Andrés Jiménez es el sexto máximo anotador de la historia de la Selección Española de Baloncesto con 2.393 puntos. Por delante solo están: Pau Gasol, Epi, Brabender, Emiliano Rodriguez y Navarro. 
Personal
Al margen de su destacada carrera como deportista profesional, Andrés Jiménez es conocido también por su actividad artística como dibujante de cómics bajo el seudónimo de Jimix. En una de sus obras más conocidas, narró con un estilo divertido la participación de la selección española en los Juegos Olímpicos de 1984, en los que conquistó la histórica medalla de plata.
Además, como dibujante ha participado en varias campañas de instituciones públicas como los Ayuntamientos de Badalona y Barcelona y la Generalidad de Cataluña.

Su hermana Clara tuvo asimismo una larga trayectoria en la Primera División femenina y la Selección, y su hermano menor Francisco militó asimismo en varios equipos de la Liga ACB. 

## Selección española
- 187 veces internacional con la selección nacional absoluta.
- Debuta con la selección nacional absoluta en partido amistoso el 22/07/82 frente a la selección de Cuba en Palma de Mallorca (España 97 - Cuba 93 ).
- Sexto máximo anotador de la historia de la Selección Nacional de Baloncesto.
- 17 veces internacional con la selección nacional Júnior.
- 19 veces internacional con la selección nacional Juvenil.

## Condecoraciones personales
- Nominado Mejor Jugador Español de la temporada 1984-85 por el diario El Mundo Deportivo.
- MVP Liga Catalana 1985/86
- Participante en el ACB All-Star Vigo-87.
- Integrante del Mejor Quinteto del Campeonato de Europa de Atenas-87.
- Elegido mejor ala pivot e integrante del Mejor Quinteto ideal en el Preolímpico de Groningen (Holanda) junto a Drazen Petrovic, Sharunas Marciulionis, Antonello Riva y Vlade Divac.
- En 1992 recibió la Medalla de Andalucía por parte de la Junta de Andalucía por su brillante carrera como deportista profesional.
- En 1998 recibe la Medalla de Oro al Mérito Deportivo en baloncesto de la Federación Española de Baloncesto.
- En 1998 recibió la Medalla de Oro al Mérito Deportivo del Consejo Superior de Deportes.[26]
- Nombrado Gigante de Leyenda en la temporada 1997-98 por la revista "Gigantes del Basket".
- El 25/09/98 recibe la Medalla de Oro al Mérito Deportivo del Consejo Superior de Deportes.
- En 2001 recibió la Orden Olímpica por parte del Comité Olímpico tras su retirada.
- En 2022 pasó a formar parte, también junto a sus compañeros de LA 1984, del Hall al Fame de la Federación Española de Baloncesto.
- En 2024 recibió, junto al resto de componentes de la Selección de 1984, la Placa de Oro de la Real Orden del Mérito Deportivo.[27]